# Babaroga
Babaroga je četvrti studijski album Cece Ražnatović, tada Veličković. Izdao ga je PGP RTB u lipnju 1991. godine.
Album je prodan u nakladi od 200 000 primjeraka.

## Popis pjesama
| Br. | Skladba                     | Trajanje |
| --- | --------------------------- | -------- |
| 1.  | »Babaroga«                  | 4:39     |
| 2.  | »Volim te...«               | 4:00     |
| 3.  | »Izbriši, vetre, trag«      | 3:54     |
| 4.  | »Hej, vršnjaci«             | 3:35     |
| 5.  | »Sto put' sam se zaklela«   | 2:50     |
| 6.  | »Da si nekad do bola voleo« | 4:44     |
| 7.  | »Ne kuni, majko«            | 4:13     |
| 8.  | »Bivši«                     | 4:07     |
| 9.  | »Mokra trava«               | 3:14     |

## Izdanja
| Regija   | Datum        | Izdavač | Format(i)      |
| -------- | ------------ | ------- | -------------- |
| SFRJ     | lipanj 1991. | PGP RTB | LP, CD, kaseta |
| Bugarska | lipanj 1991. | Payner  | kaseta         |

## Suradnici
- Ton majstor: Milisav Todorović
- Producenti: Dobrivoje Ivanković, Miroljub Aranđelović
- Glazba i aranžman: Miroljub Aranđelović
- Izvršni producent: Vladimir Perović
- Fotografije: Branuslav Patrnogić
- Izgled: Ivan Ćulum
- Glavni i odgovorni urednik: Milan Đorđević
- Direktor-glavni urednik: Stanko Terzić

## Glazbeni spotovi
- 1. »Babaroga«
- 2. »Volim te...«
- 3. »Izbriši, vetre, trag«
- 4. »Hej, vršnjaci«
- 5. »Sto put' sam se zaklela«
- 6. »Ako si nekad do bola voleo«
- 7. »Ne kuni, majko«
- 8. »Bivši«
- 9. »Mokra trava«